# 홍아름
홍아름(1989년 3월 28일 ~ )은 대한민국의 배우이다.

## 생애
1989년 3월 28일 서울에서 태어나 초등학교 저학년때부터 중학교 3학년때까지 10년 가까이 송파구 꿈나무 리듬체조단에서 리듬체조선수로 생활하였다. 2006년 넥슨 메이플스토리 광고 모델로 발탁된 것이 계기가 돼 FT 아일랜드의 뮤직 비디오에 출연하게 됐고 다시 드라마 《인순이는 예쁘다》에 출연하여 연기자 데뷔를 하였다.

## 학력
- 잠신고등학교 졸업
- 서울예술대학교 연기과

## 경력
- 2013년 산청세계전통의약엑스포 홍보대사
- 2015년 부산광역시 홍보대사

## 드라마 출연작

### KBS
- 2008년 KBS2 주말연속극 《내 사랑 금지옥엽》 ... 김보리 역
- 2009년 KBS2 아침드라마 《다 줄꺼야》 ... 공영희 역
- 2010년 KBS2 단막극 《KBS 드라마 스페셜 - 락 락 락》 ... 현주 역
- 2013년 KBS2 TV소설 《삼생이》 ... 석삼생 역
- 2017년 KBS2 TV소설 《꽃 피어라 달순아!》 ... 고달순 / 이은솔 역
- 2018년 KBS1 일일연속극 《내일도 맑음》 ... 최유라 / 가짜 한수정 역 (특별출연)
- 2022년 KBS2 주말연속극 《신사와 아가씨》... 커피집 사장 역
- 2022년 KBS1 일일연속극 《으라차차 내 인생》... 박자영 역
- 2023년 KBS2 월화드라마 《두뇌공조》 ... 트엉 역
- 2023년 KBS2 일일연속극 《비밀의 여자》... 모승효 역 (특별출연)

### 타방송사
- 2009년 SBS 월화드라마 《드림》 ... 송유리 역
- 2012년 MBC 주말드라마 《무신》 ... 월아/안심 역
- 2013년 SBS 특집드라마 《낯선 사람》 ... 윤희 역
- 2014년 TV조선 특별기획 드라마 《불꽃 속으로》 ... 하처순 역
- 2014년 MBN 특별기획 드라마 《천국의 눈물》 ... 윤차영 역
- 2014년 MBC 주말 특별기획 《전설의 마녀》 ... 은보경 역
- 2015년 tvN 일일드라마 《울지 않는 새》 ... 오하늬 역
- 2016년 SBS 월화드라마 《대박》 ... 연화 역
- 2016년 네이버 TV 웹드라마 《우리집에 놀러오개》 ... 도래미 역

### 영화
- 2008년 《가벼운 잠》 ... 수진 역
- 2015년 《막걸스》 ... 초롱 역
- 2015년 《마리오네트》 ... 문주 역
- 2016년 《아빠가 돌아왔다》 ... 윤애숙 역
- 2017년 《원스텝》 ... 지연 역
- 2021년 《전야》 ... 한나 역

### 뮤직 비디오
- 2007년 FT 아일랜드 - 너올때까지
- 2008년 엠씨 더 맥스 - Goodbye To Romance
- 2014년 가비엔제이 - 좋겠다
- 2016년 KCM - 오랜나무

### 광고
- 2006년 넥슨 - 메이플스토리
- 2013년 산청세계전통의약엑스포 & 홍보대사

## 수상 및 후보
| 연도 | 시상식              | 부문                       | 작품              | 결과 |
| ---- | ------------------- | -------------------------- | ----------------- | ---- |
| 2008 | KBS 연기대상        | 여자 신인상                | 내 사랑 금지옥엽  | 후보 |
| 2009 | 제45회 백상예술대상 | TV부문 여자 신인연기상     | 내 사랑 금지옥엽  | 후보 |
| 2012 | MBC 연기대상        | 연속극부문 여자 우수연기상 | 무신              | 후보 |
| 2013 | KBS 연기대상        | 일일극부문 여자 우수연기상 | 삼생이            | 후보 |
| 2015 | 제52회 대종상       | 신인여우상                 | 막걸스            | 후보 |
| 2015 | 제35회 황금촬영상   | 신인여우상                 | 막걸스            | 수상 |
| 2017 | KBS 연기대상        | 일일극부문 여자 우수연기상 | 꽃 피어라 달순아! | 후보 |